# Launch Complex 36
| Launch Complex 36                        | Launch Complex 36                               |
| ---------------------------------------- | ----------------------------------------------- |
| Atlas-Centaur mit Mariner 10 auf Pad 36B |                                                 |
| Koordinaten                              | 28° 28′ 11″ N, 80° 32′ 22″ W                    |
| Typ                                      | orbitaler Startplatz                            |
| Betreiber                                | US Air Force (bis 2008) Blue Origin (seit 2015) |
| Baubeginn                                | 1961 (36A) / 1963 (36B)                         |
| Launch Pads                              | 1 (ehemals 2)                                   |
| Raketen                                  | Atlas, New Glenn                                |
| Erster Start                             | 9. Mai 1962                                     |
| Letzter Start                            | Atlas: 3. Februar 2005 (NOSS 3)                 |
| Starts insgesamt                         | 145 (Stand: Ende 2024)                          |
| Status                                   | aktiv                                           |
| CCAFS                                    |                                                 |

Der Launch Complex 36 (LC-36, von 1997 bis 2010 als Space Launch Complex 36, SLC-36 bezeichnet) ist ein Raketenstartplatz auf dem Gelände der Cape Canaveral Space Force Station auf Merritt Island, Cape Canaveral in Florida, USA.
LC-36 war für die Erforschung des Sonnensystems von großer Bedeutung: Surveyor-, Mariner- und Pioneer-Raumsonden starteten von hier. Seit 2025 wird der Startplatz für die Großrakete New Glenn genutzt.

## Geschichte

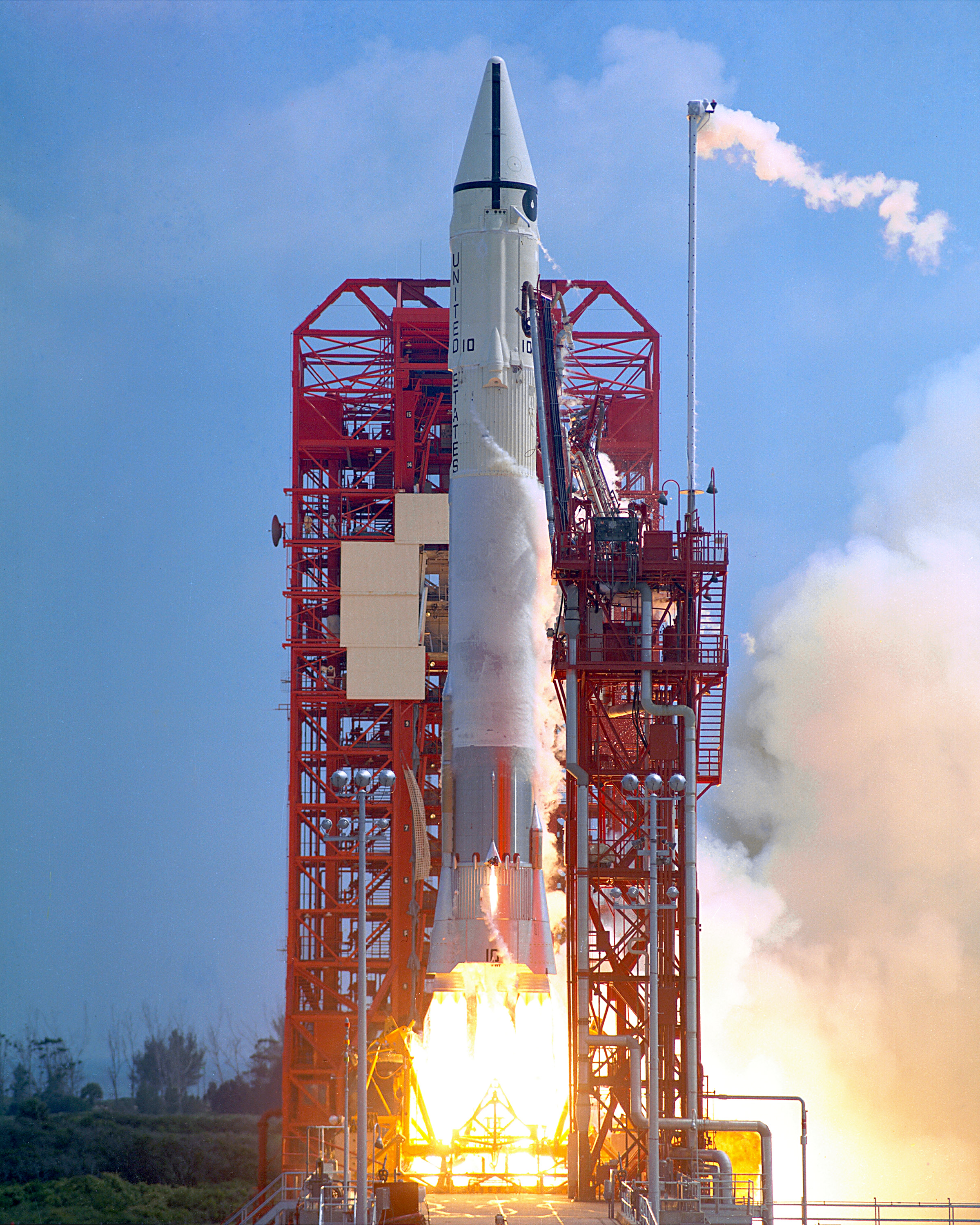
Eine Atlas-Centaur startet Surveyor 1 zum Mond

Die Bauarbeiten für den Launch Complex 36 begannen im Februar 1961. Damals wurde zunächst nur Pad A gebaut. Es dauerte noch einige Jahre, bis schließlich Anfang 1963 Pad B gebaut wurde.
Bis Ende 1989 waren die Rampen unter Führung der NASA. In dieser Zeit starteten vom Komplex wesentliche Forschungsmissionen: Nach einigen Tests mit Surveyor-Modellen startete am 30. Mai 1966 Surveyor 1, gefolgt von den weiteren Sonden dieser Reihe. Zwischen Februar 1969 und November 1973 wurden die Mariner-Missionen 6 bis 10 ins All gestartet. Als Nächstes startete man eine Reihe Intelsat-Satelliten und Pioneer 10, 11 und die beiden Pioneer-Venus-Sonden.
Danach übergab die NASA die Rampen an die US Air Force und General Dynamics, die sie für militärische und kommerzielle Projekte nutzten. Die erste kommerzielle Rakete startete am 7. Dezember 1991, der erste Militärsatellit am 11. Februar 1992.
Die Starts von SLC-36 wurden im Oktober 2005 eingestellt und am 16. Juni 2007 wurden beide Startrampen mit 55 kg Dynamit gesprengt.
Im August 2008 gab Space Florida, eine bundesstaatliche Organisation zur Förderung der Raumfahrt in Florida, bekannt, dass sie mit der USAF einen Vertrag abgeschlossen hat, um SLC-36 umzubauen und kommerziell zu vermarkten.
Im September 2015 mietete das US-Raumfahrtunternehmen Blue Origin die Einrichtung. Es ließ die alten Atlas-Startanlagen abreißen und baute eine neue Startvorrichtung für New-Glenn-Raketen. Blue Origin plant sowohl unbemannte als auch bemannte Missionen.

## Der Komplex
LC-36 bestand aus zwei sehr ähnlichen Startrampen: Es gab einen mobilen Serviceturm (Mobile Service Tower (MST)) und einen kleinerenHilfsturm (Umbilical Tower (UT)), der die Atlas-Rakete bis kurz vor dem Start versorgte und nicht beweglich war. Die Türme waren 56,38 m bzw. 63,7 m hoch.
Wie viele Servicetower besaß der MST einen Kran, mit dem die Oberstufe und Nutzlast montiert werden konnte. Die erste Stufe wurde jedoch mit Seilen, die nicht am Kran befestigt waren, verbunden und samt dem Anhänger des LKWs aufgestellt.
Der Kontrollbunker deutete noch nach der Jahrtausendwende darauf hin, dass die Türme vor einigen Jahrzehnten gebaut wurden: Er ist bräunlich mit abgerundeten Dach und befindet sich sehr nah an den Rampen.

## Zusammenbau einer Atlas auf LC-36

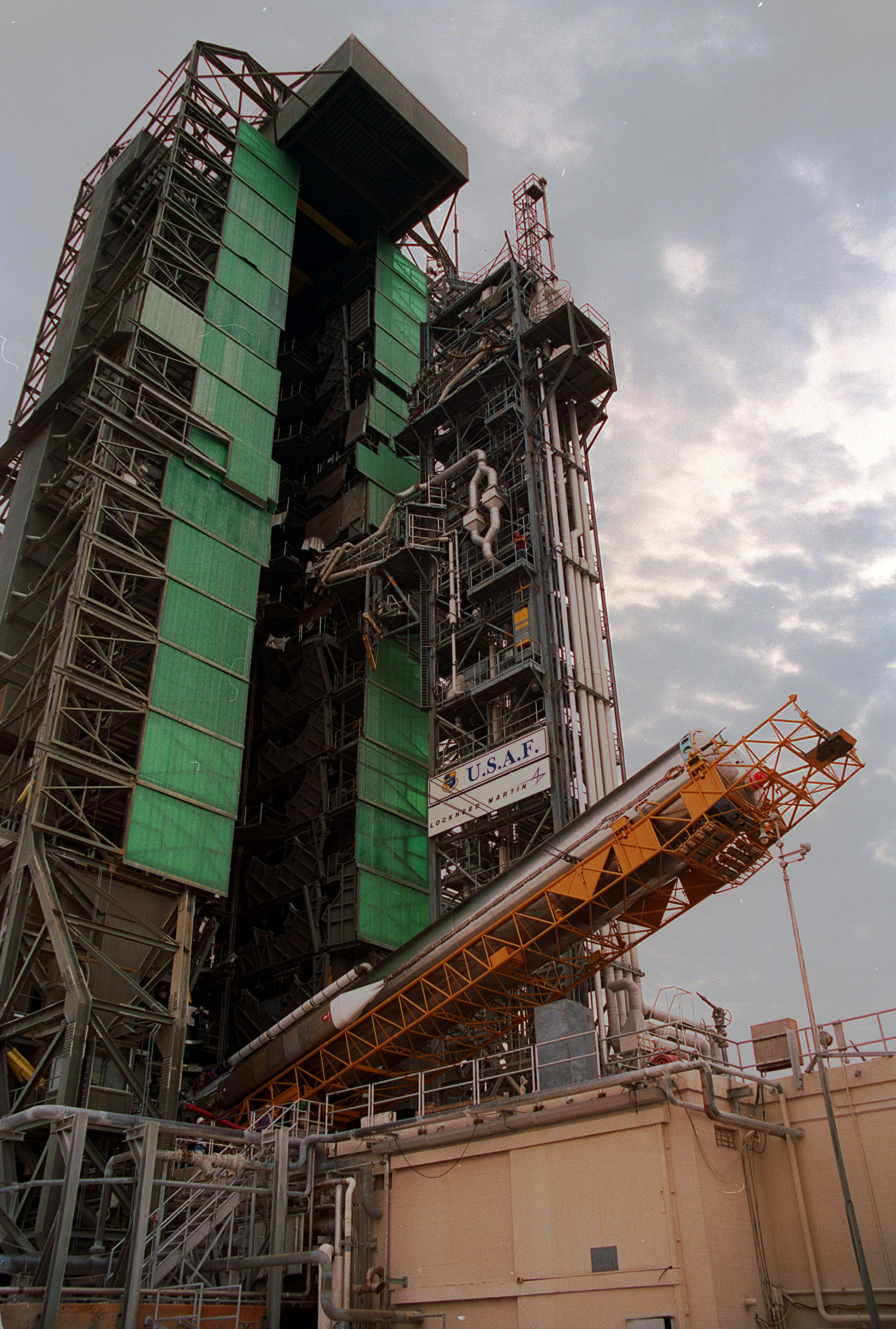
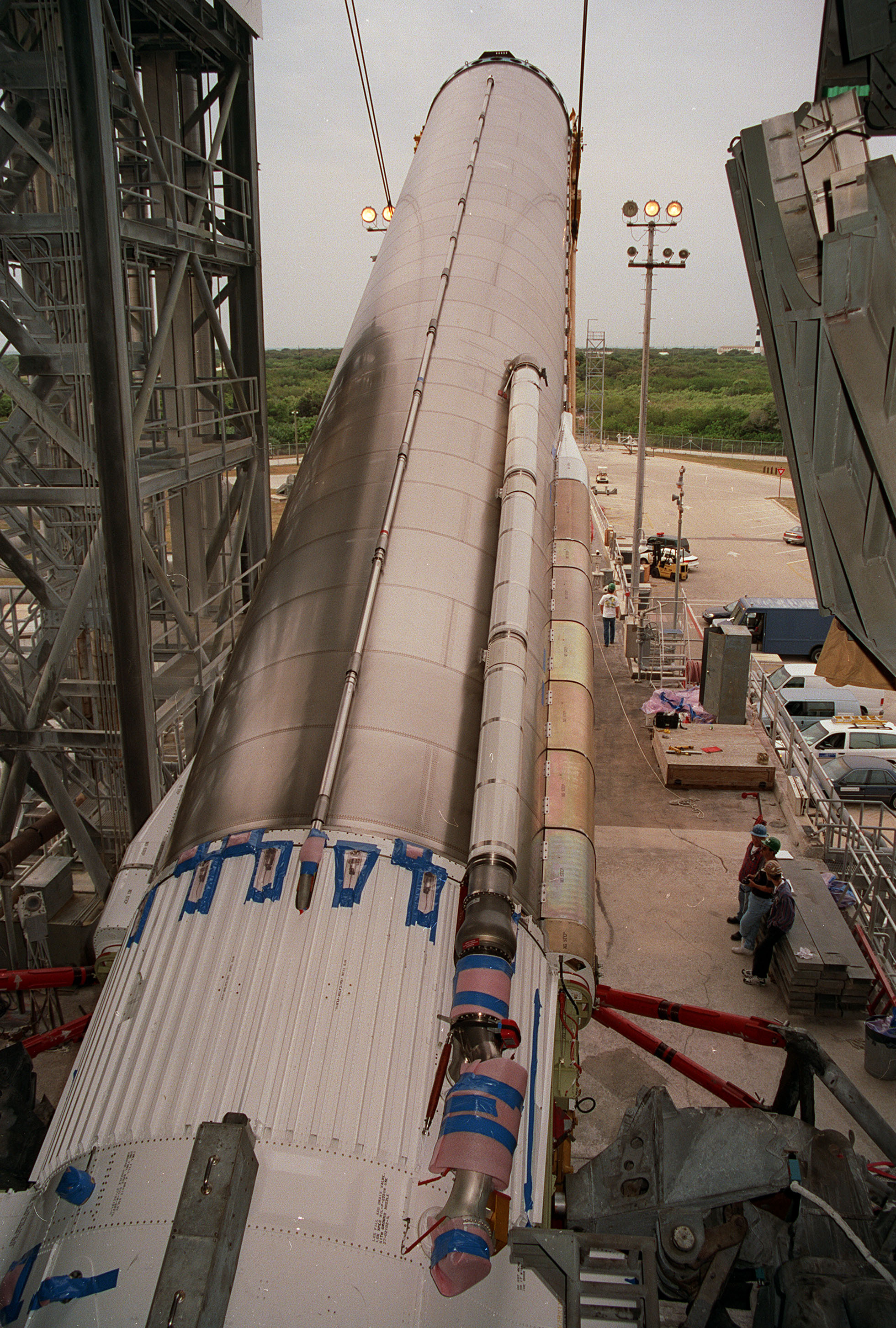
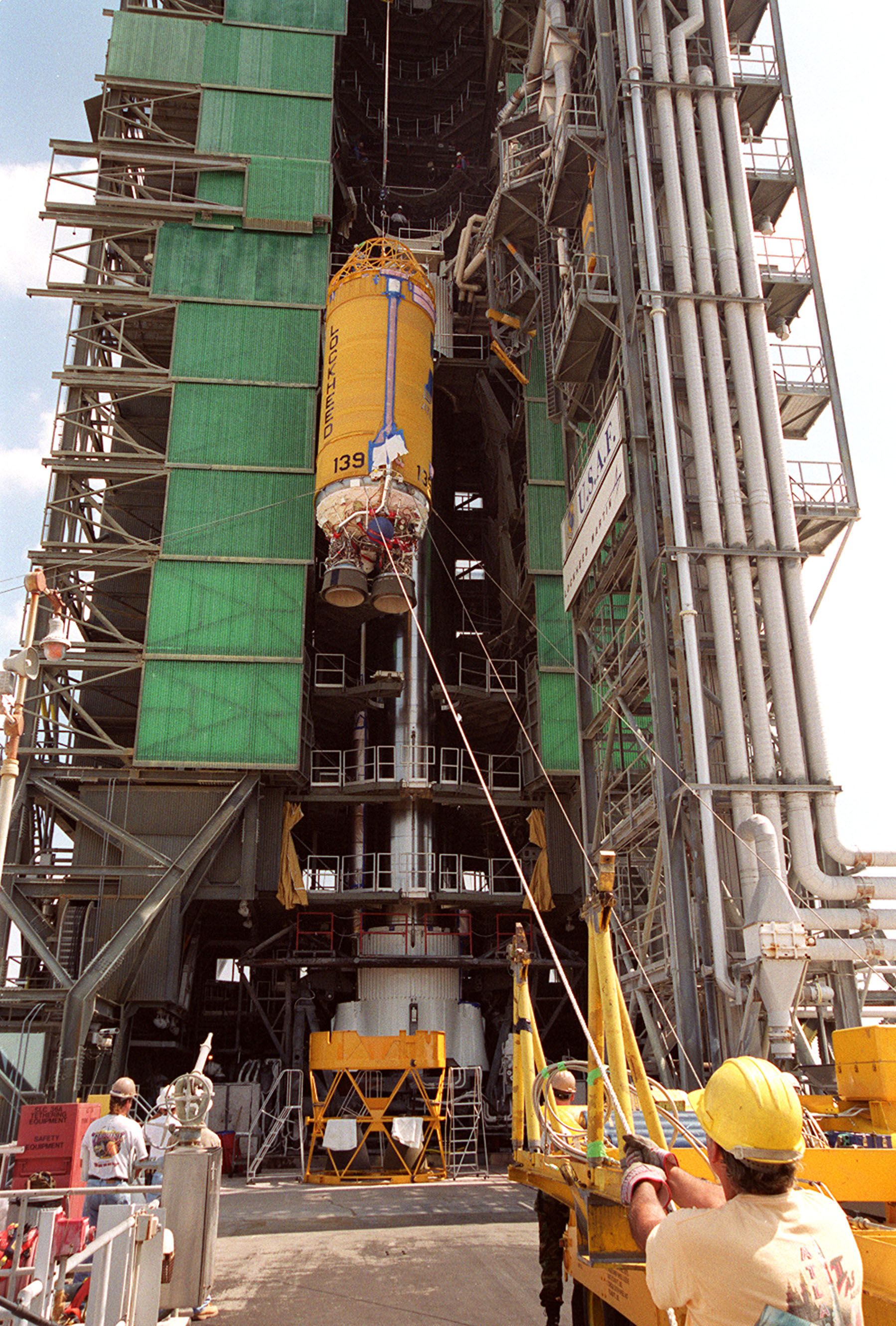
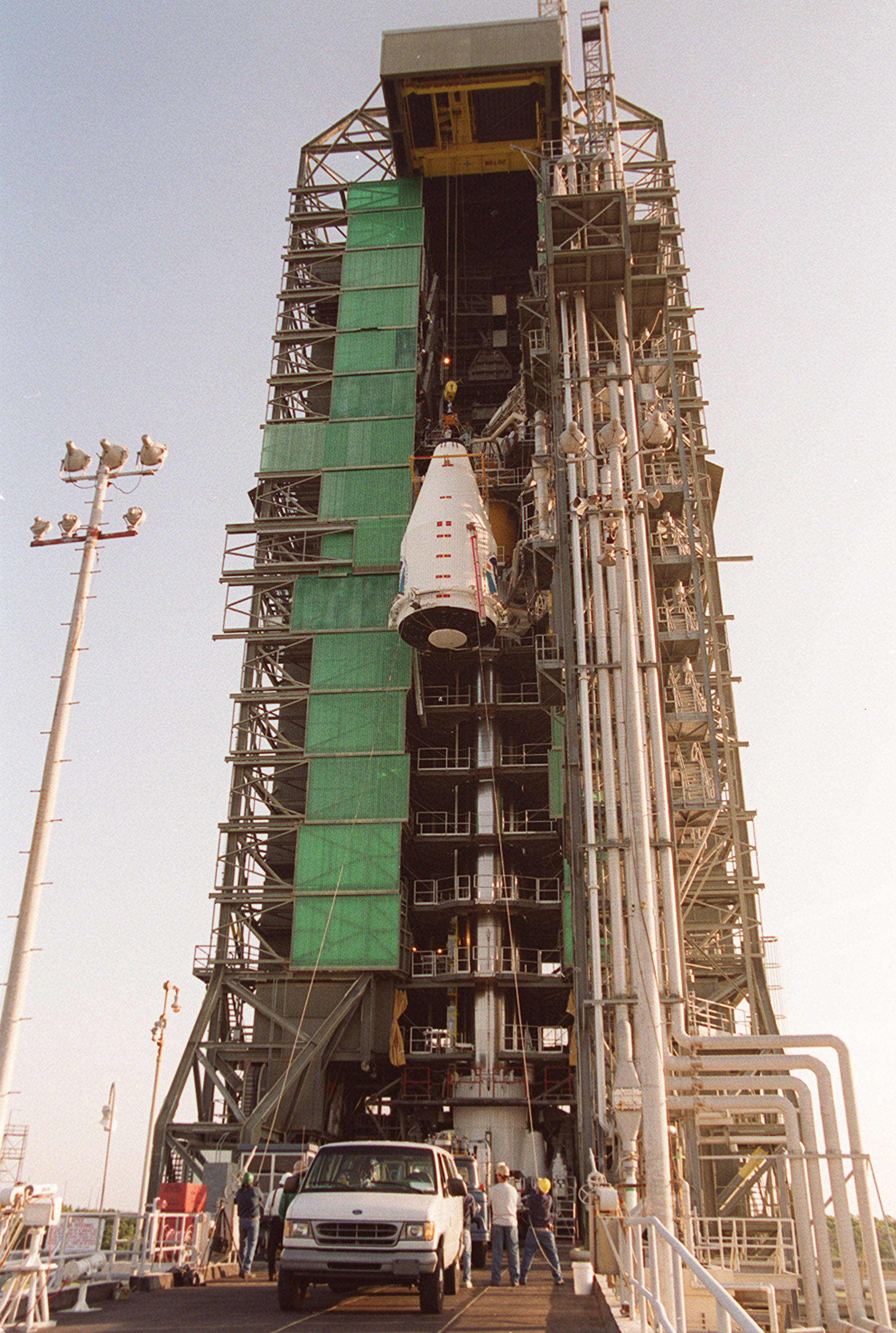